# Thomas Bauer (Arabist)
Thomas Jürgen Bauer (* 27. September 1961 in Nürnberg) ist ein deutscher Arabist und Islamwissenschaftler.

## Leben und Wirken
Thomas Bauer legte 1980 sein Abitur am Dietrich-Bonhoeffer-Gymnasium Oberasbach ab und studierte anschließend von 1980 bis 1987 Islamwissenschaft, Semitische Philologie und Sprachwissenschaft an der Friedrich-Alexander-Universität Erlangen-Nürnberg. Mit der Arbeit Altarabische Dichtkunst wurde er 1989 promoviert. Danach arbeitete er ein Jahr als Wissenschaftlicher Assistent an der Ruprecht-Karls-Universität Heidelberg und anschließend von 1991 bis 2000 wieder an der Universität Erlangen-Nürnberg, wo er sich 1997 mit der Arbeit Liebe und Liebesdichtung in der arabischen Welt des 9. und 10. Jahrhunderts habilitierte.
Im Jahr 2000 folgte Thomas Bauer einem Ruf auf die Professur für Islamwissenschaft und Arabistik an die Westfälische Wilhelms-Universität Münster. Im selben Jahr wurde er Direktor des Instituts für Arabistik und Islamwissenschaft. Von 2002 bis 2005 war er Direktor des Centrums für Religiöse Studien an der Universität Münster. Im akademischen Jahr 2006/2007 war Bauer Fellow am Wissenschaftskolleg zu Berlin im Projekt „Die Kultur der Ambiguität“.
Die Seebestattung von Osama bin Laden am 2. Mai 2011 kritisierte Bauer als „kaum mit dem islamischen Recht in Deckung zu bringen“, und er vermutete, „dass die USA den Leichnam einfach schnellstmöglich verschwinden lassen wollten“.
Bauer konstatiert, dass der Islam der Moderne weniger tolerant geworden sei:

„In der klassischen Zeit war ein Gelehrter stolz, möglichst viele Interpretationen des Korans zu kennen, nicht eine einzige. Auch säkulare und religiöse Diskurse existierten friedlich nebeneinander.“

## Ehrungen und Auszeichnungen
2012 wurde er in die Nordrhein-Westfälische Akademie der Wissenschaften und der Künste aufgenommen. 2013 wurde er mit dem Gottfried Wilhelm Leibniz-Preis und 2018 für Die Vereindeutigung der Welt mit dem Tractatus-Preis ausgezeichnet. 2019 wurde seinem Werk Warum es kein islamisches Mittelalter gab. Das Erbe der Antike und der Orient der mit 40.000 Euro dotierte Buchpreis für Geisteswissenschaften der wbg zuerkannt.

## Schriften
Thomas Bauer veröffentlichte über 40 Publikationen in Fachzeitschriften. Schwerpunkte sind historische und sprachwissenschaftliche Untersuchungen.
- Das Pflanzenbuch des Abū Ḥanīfa ad-Dīnawarī. Harrassowitz, Wiesbaden 1988, ISBN 3-447-02822-X.
- Altarabische Dichtkunst. Harrassowitz, Wiesbaden 1989, ISBN 3-447-03289-8.
- Liebe und Liebesdichtung in der arabischen Welt des 9. und 10. Jahrhunderts. Harrassowitz, Wiesbaden 1998, ISBN 3-447-04104-8.
- (Hrsg.): Alltagsleben und materielle Kultur in der arabischen Sprache und Literatur. Harrassowitz, Wiesbaden 2005, ISBN 3-447-05009-8.
- mit Angelika Neuwirth (Hrsg.): Ghazal as world literature. Ergon, Würzburg.
Teil 1:  Transformations of a literary genre. 2005, ISBN 3-89913-406-0.
Teil 2: From a literary genre to a great tradition. 2006, ISBN 3-89913-479-6.
- Die Kultur der Ambiguität. Eine andere Geschichte des Islams. Verlag der Weltreligionen, Berlin 2011, ISBN 978-3-458-71033-2.
- Die Vereindeutigung der Welt. Über den Verlust an Mehrdeutigkeit und Vielfalt. Reclam, Ditzingen 2018, ISBN 978-3-15-019492-8.
- Warum es kein islamisches Mittelalter gab. Das Erbe der Antike und der Orient. Beck, München 2018, ISBN 978-3-406-72730-6.
- mit Alfred Bodenheimer, Michael Seewald: Welche Sprache spricht Gott? Versuche aus Judentum, Christentum und Islam. wbg Theiss, Darmstadt 2022, ISBN  978-3-8062-4494-6.